# Toren van Jan zonder Vrees
De toren van Jan zonder Vrees (Tour Jean sans Peur), is een verdedigingstoren die in het begin van de 15e eeuw in Parijs werd gebouwd door de Bourgondische hertog Jan I van Bourgondië. Het is gelegen aan de rue Étienne-Marcel, 20 , in het 2de arrondissement. 

## Geschiedenis
Het is het laatste overblijfsel van l'Hôtel de Bourgogne in Parijs. Dit paleis, gebouwd tegen de omwalling van Filips II van Frankrijk, werd aan het einde van de 13e eeuw gebouwd door Robert II van Artois, die er in 1270 een gebouw kocht.
In 1369 verenigden zich beide families  en werd het Hôtel d'Artois het Hôtel de Bourgogne; het domein van ongeveer één hectare werd omspannen door de straten Saint-Denis, Montorgueil, Tiquetonne en Mauconseil. 
Tussen 9 februari 1409 en 15 mei 1411 bouwde Jan zonder Vrees verder aan zijn Parijse verblijfplaats, inclusief een trappentoren.
Het bleeft eigendom van de hertogen van Bourgondië tot aan de dood van Karel de Stoute in 1477. Toen werd het ingelijfd door de Franse staat.
In 1543 wordt het gebouwencomplex verdeeld in twintig loten. De toren en de omgeving wordt gekocht voor 5200 livres tournois door de Parijse handelaar Jean Rouvert, die rijk was geworden door hout te transporteren via de Seine naar Parijs. In 1548 verkocht hij een gedeelte (16 bij 17 toises) aan de eerste geauthoriseerd theatergroep van Parijs, de Confrérie de la Passion die er het Théâtre de l'Hôtel de Bourgogne bouwde; het werd gebruikt tot 1783.
Het oostelijk deel werd door Frans I van Frankrijk verkocht aan Diego Mendoza, inclusief de toren Vrees. Daarom werd de toren lang l'Hôtel de Mendosse genoemd.
Gedurende de 17e eeuw was de toren onbewoond. Vincentius a Paulo baatte er een liefdadigheidsinstelling uit.
In 1782 werd de toren en de omgeving aangekocht door de ijzerhandelaar  Charles-Louis Sterlin, en in1832 door de slotenmaker Eugène Bricard. Zij gebruikten de gebouwen om in te wonen, als magazijn, atelier, .. De toren diende als woonplaats voor sommige werknemers, en bleef in dienst tot 1871
Bij de aanleg van de rue Étienne-Marcel in 1868 komt de toren vrij te staan , en wordt aangekocht door de stad Parijs in 1874. 
Als laatste spoor van het middeleeuws paleis, werd de toren in 1884 geklasseerd als Monument Historique.
Het gebouw vervalt tot ruïne en wordt in 1893 behoed voor verder verval door architect Gion.
Van 1991 tot 1992 volgt een complete renovatie door architect P. Prunet.
Dank zij de acties van de vereniging Amis de la tour Jean sans Peur, wordt de toren in 1999 geopend voor het publiek.
De toren was nooit bedoeld om alleen te staan, maar de geschiedenis heeft er anders over beslist...

## Historische context

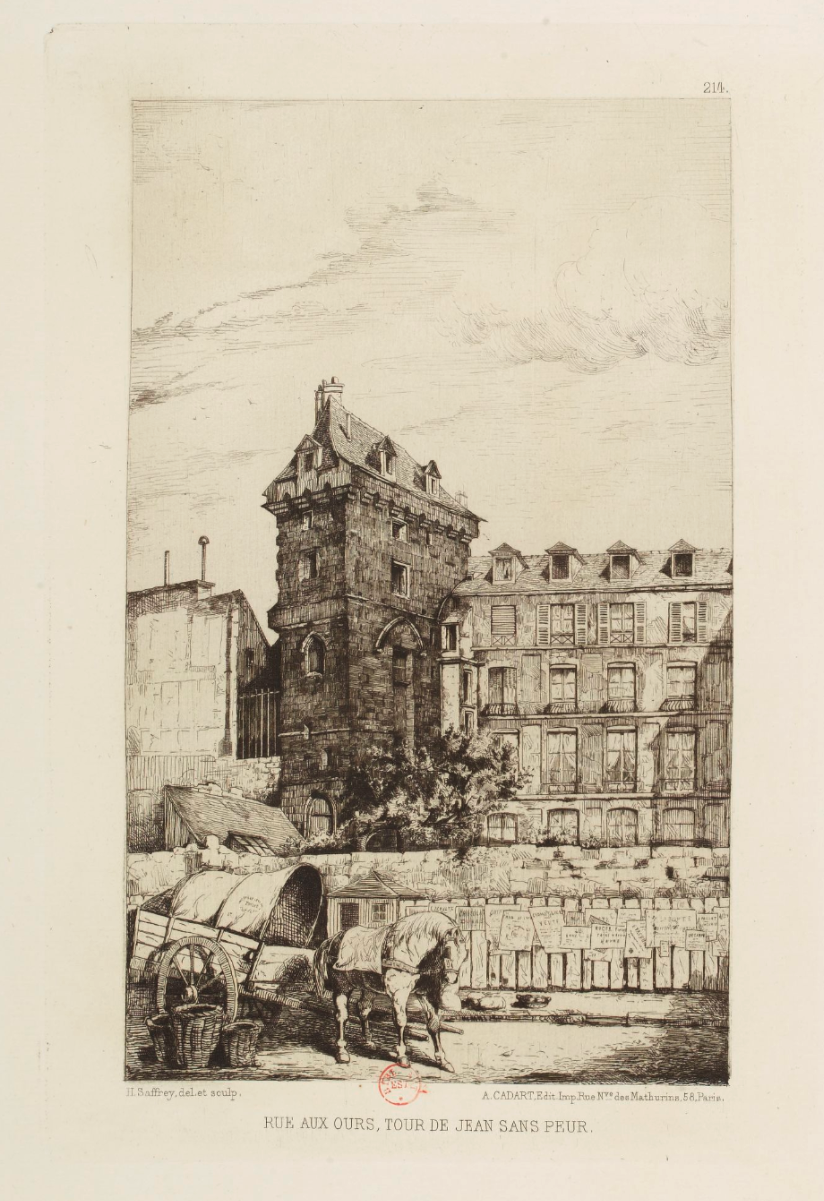
Henri Alexandre Saffrey: Rue aux Ours - Toren van Jan zonder Vrees (ets,).

Vanaf 1392 lijdt Karel VI van Frankrijk aan vlagen van waanzin en beginnen sommige leden van de koninklijke familie zich in de regering te mengen:
- Zijn ooms waren machtige prinsen omdat ze belangrijke gebieden beheerden.
- Zijn ambitieuze broer Lodewijk I van Orléans kwam al snel in conflict met zijn oom Filips de Stoute.

Terwijl Filips zoon en opvolger Jan zonder Vrees bezig is met de erfenis na de dood van Filips de Stoute, neemt de hertog van Orléans de macht over. Jan zonder Vrees laat dit niet zomaar gebeuren en organiseert de moord op Lodewijk van Orléans in 1407.
De bouw van de toren (1409-1411) diende om Jans machtspolitiek in de hoofdstad te verstevigen én zich daarbij te verdedigen tegen Karel van Orléans die gerechtigheid eist voor de moord op zijn vader. Hij sluit zich in 1410 aan bij Bernard VII van Armagnac en krijgt steun van andere takken van de koninklijke familie.
De burgeroorlog tussen de Armagnacs en de Bourgondiërs breekt dan pas goed los:
- Jan zonder Vrees elimineert Bernard VII in 1418, waardoor de dauphin Karel VII wordt gedwongen Parijs te ontvluchten naar Bourges. Hij en zijn opvolgers zullen de hoofdstad niet meer terug zien tot 1594.
- Jan zonder Vrees zelf wordt vermoord op 10 september 1419 op de brug van Montereau. Zijn zoon Filips de Goede sloot vervolgens een verbond met de Engelse kroon, dat zou duren tot1435 .

## Dubbele functie van de toren
De toren telt vijf verdiepingen:de onderste drie verdiepingen fungeren als trappenhal en de bovenste twee waren de beveiligde verblijven van Jan zonder Vrees.

### Donjon
In conflict met zijn rivaal Lodewijk van Orléans ondernam Jan zonder Vrees de bouw van de toren om zijn macht in de hoofdstad van het koninkrijk te demonstreren.
In het bovenste gedeelte was de donjon voorzien van kantelen  en mezekouwen die de toegang tot twee 'veiligheidskamers' goed beschermden.

### Diensttrap
In het onderste deel van de donjon bediende de trap de drie verdiepingen van de westvleugel van het Hôtel van Bourgondië (nu verdwenen).Boven de ingang zorgde een tussenvloer voor de verbinding met enerzijds de oostvleugel van het Hôtel de Bourgogne (ook inmiddels verdwenen); aan de andere kant de ringmuur van de omwalling van Filips II Augustus, destijds al buiten gebruik vanwege de bouw van de omwalling van Karel V: de hertog van Bourgondië creëerde zo een tweede communicatiekanaal met de buitenwereld.

## Opmerkelijke elementen
- Restanten van de omwalling van Philippe Auguste .

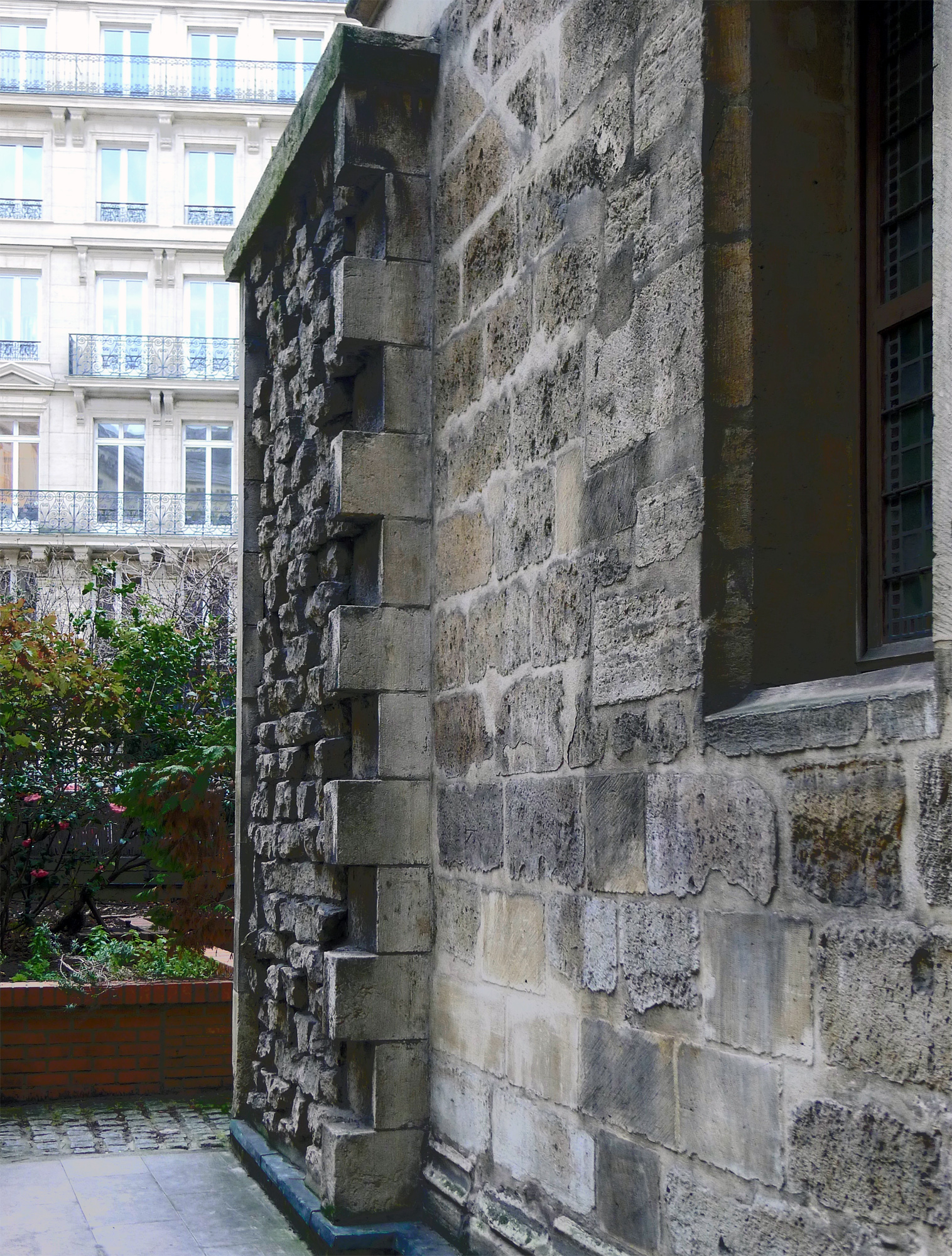

- De grote wenteltrap, geïnspireerd op de trap die Karel V liet bouwen in het Louvre (inmiddels verdwenen).

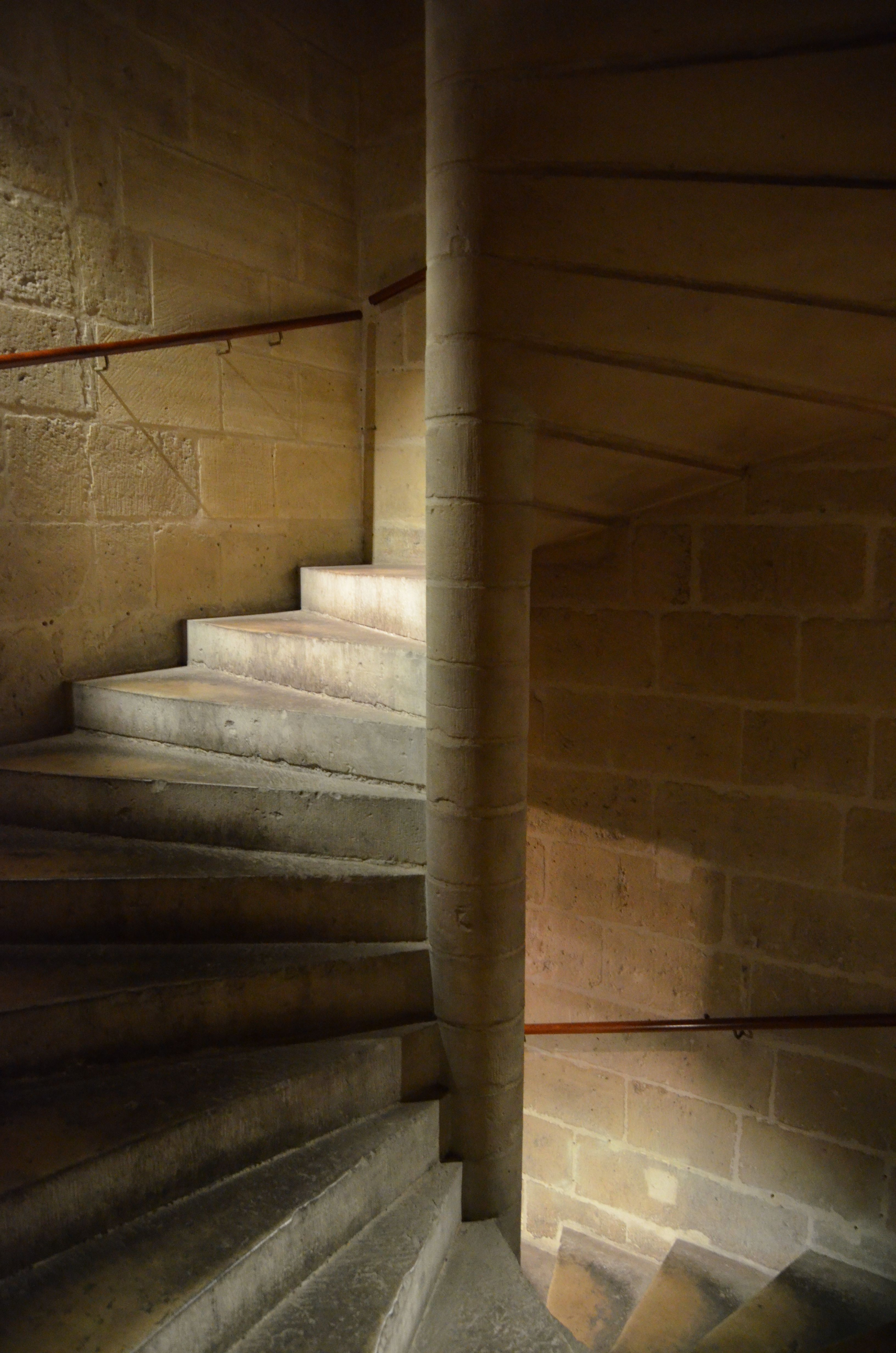
De wenteltrap, in het hoogste deel van de toren.
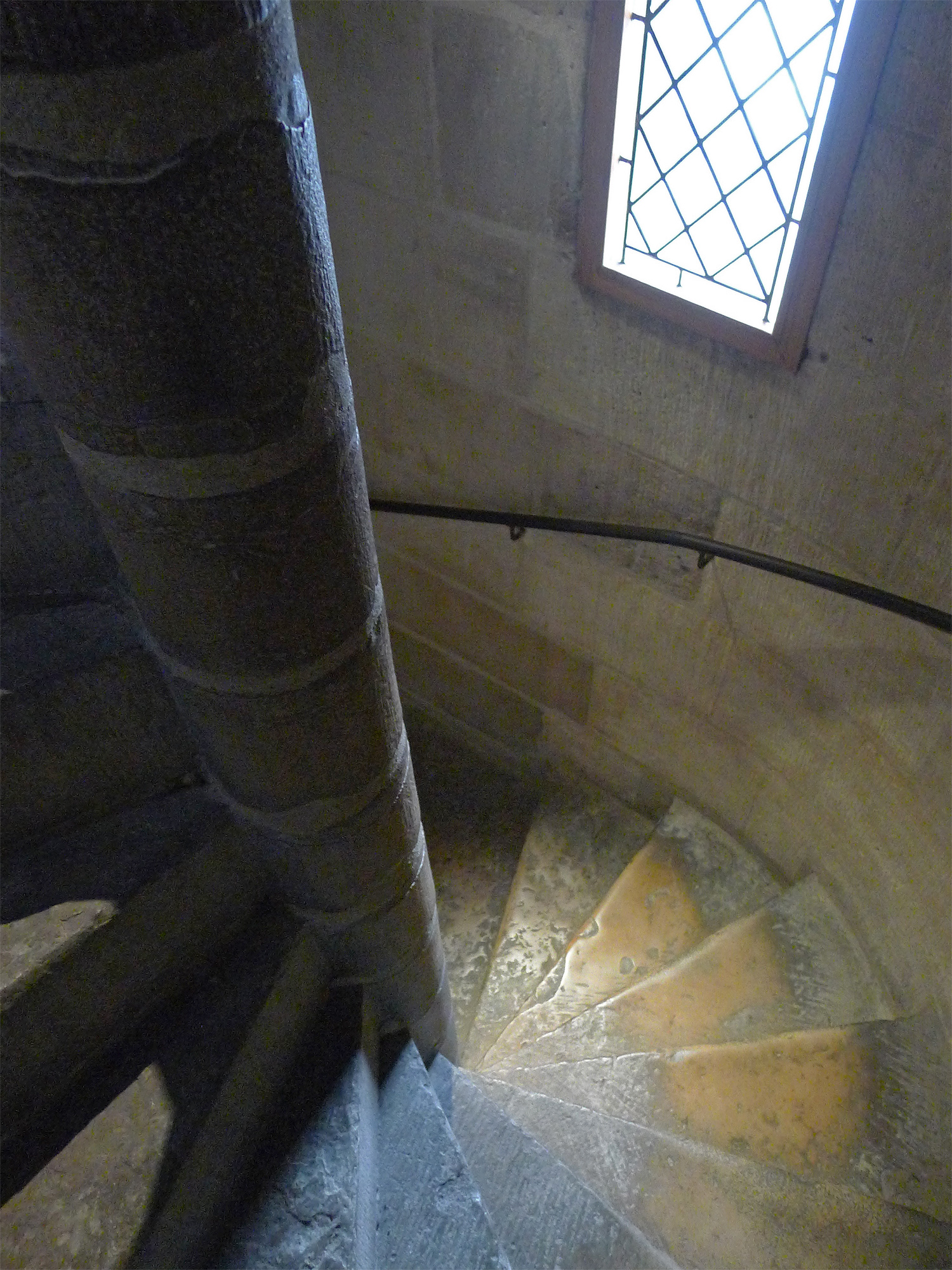
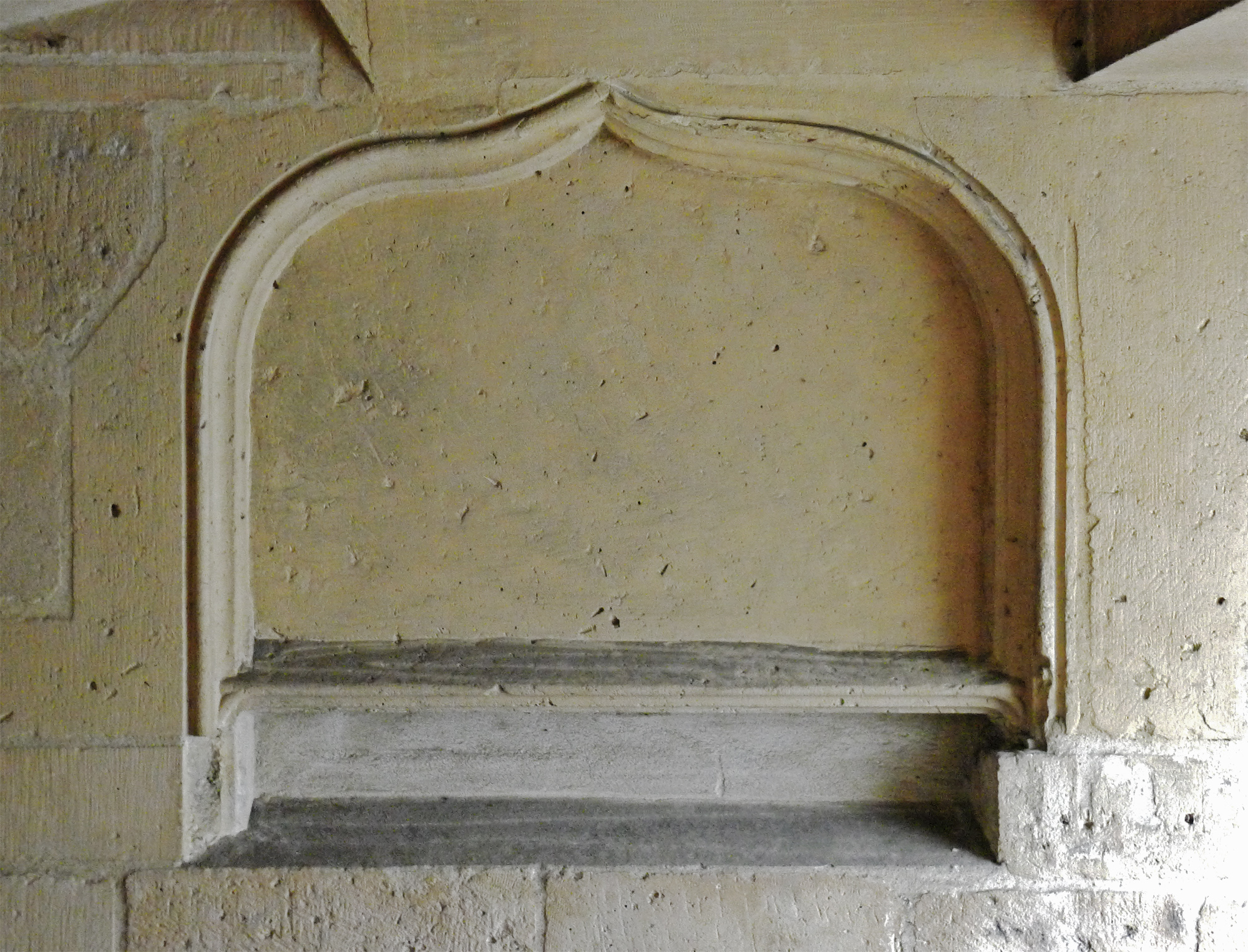
Gotische nis.

- Doorheen alle verdiepingen van het gebouw zijn talrijke steenhouwersmerken aanwezig. Het feit dat dezelfde tekens herhaaldelijk en overal voorkomen, wijst erop dat de toren op korte tijd werd opgebouwd.
- De verificatie van de bouwrekeningen vernoemen Robert de Helbuterne als maître d'œuvre en dat de totale kost 10 000 livres tournois bedroeg.[2] De detailrekeningen zijn verloren gegaan.[5]
- De stenen 'plantenversiering' van het trappenhuisgewelf bestaat uit een centrale kolom waaruit ....
  - centraal eikentakken ontspruiten (embleem van zijn vader, Filips de Stoute)
  - meidoorntakken die uit de wanden groeien (embleem van zijn moeder Marghareta van Male)
  - daartussen klimmen hopplanten (embleem van Jan zonder Vrees).[6]

Het werd gesculpteerd door de werkplaatsen van Claus van de Werve, die eveneens de auteur is van de tombe van Filips de Stoute in Dijon.

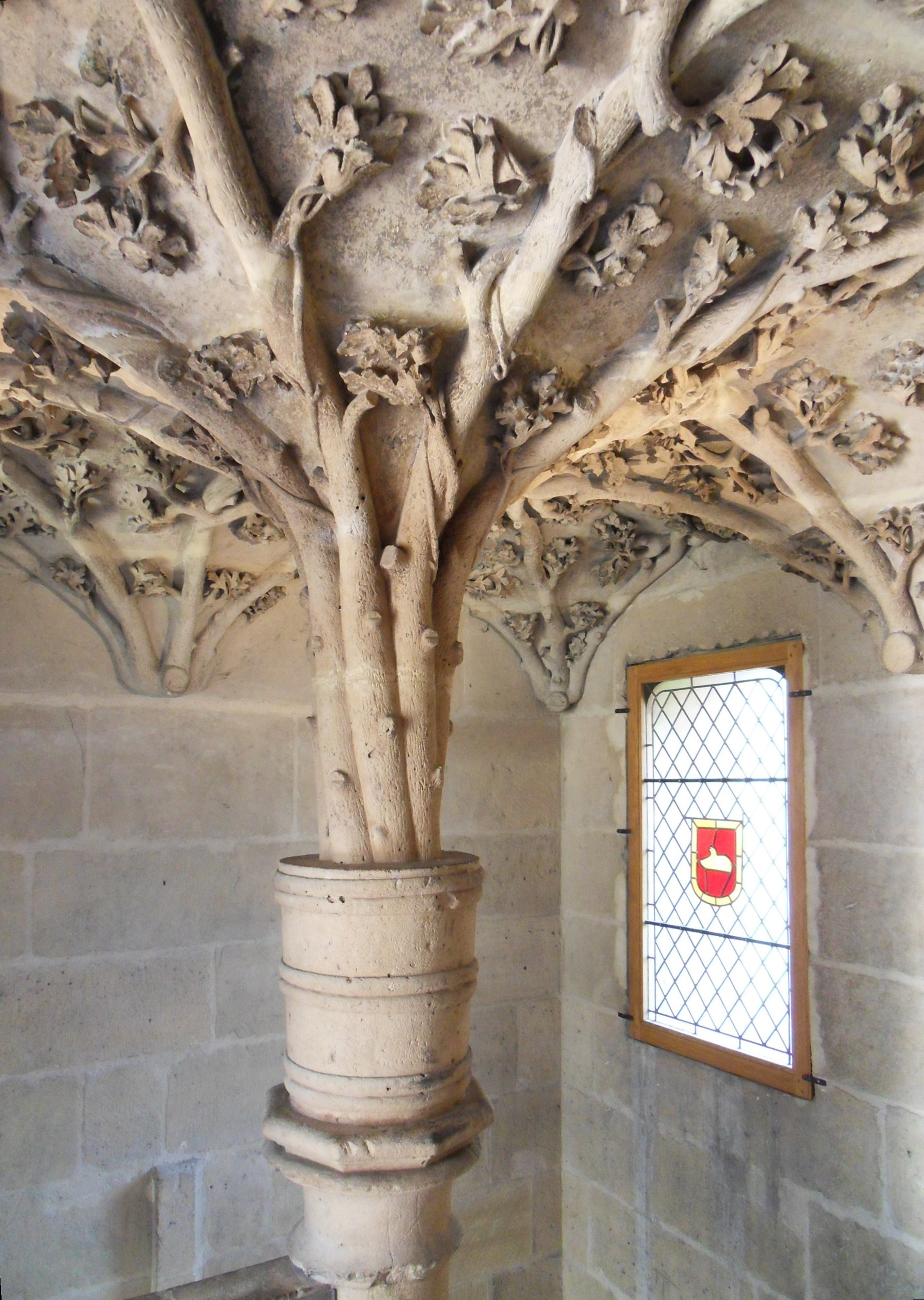
Het gewelf van de trap.
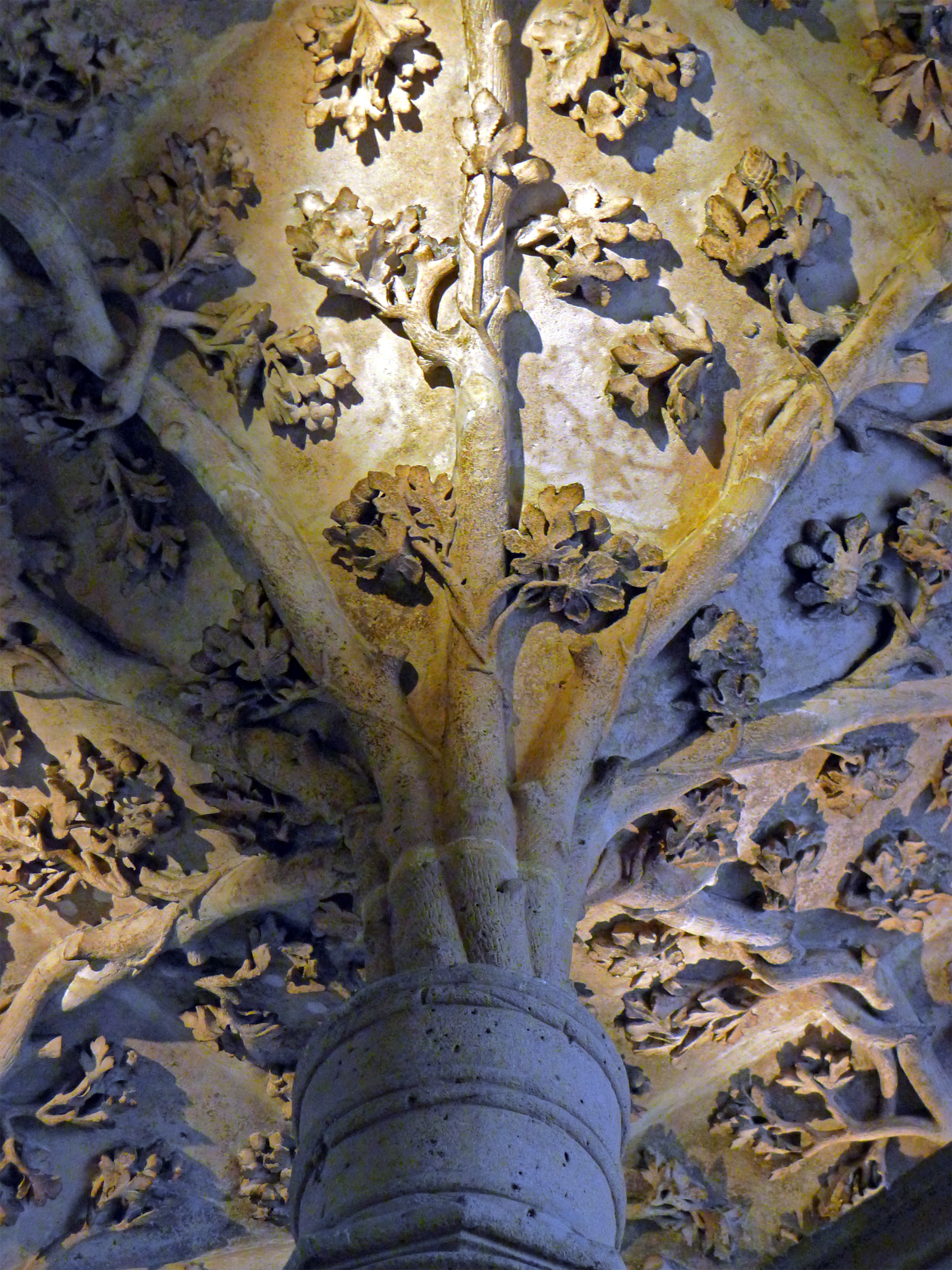
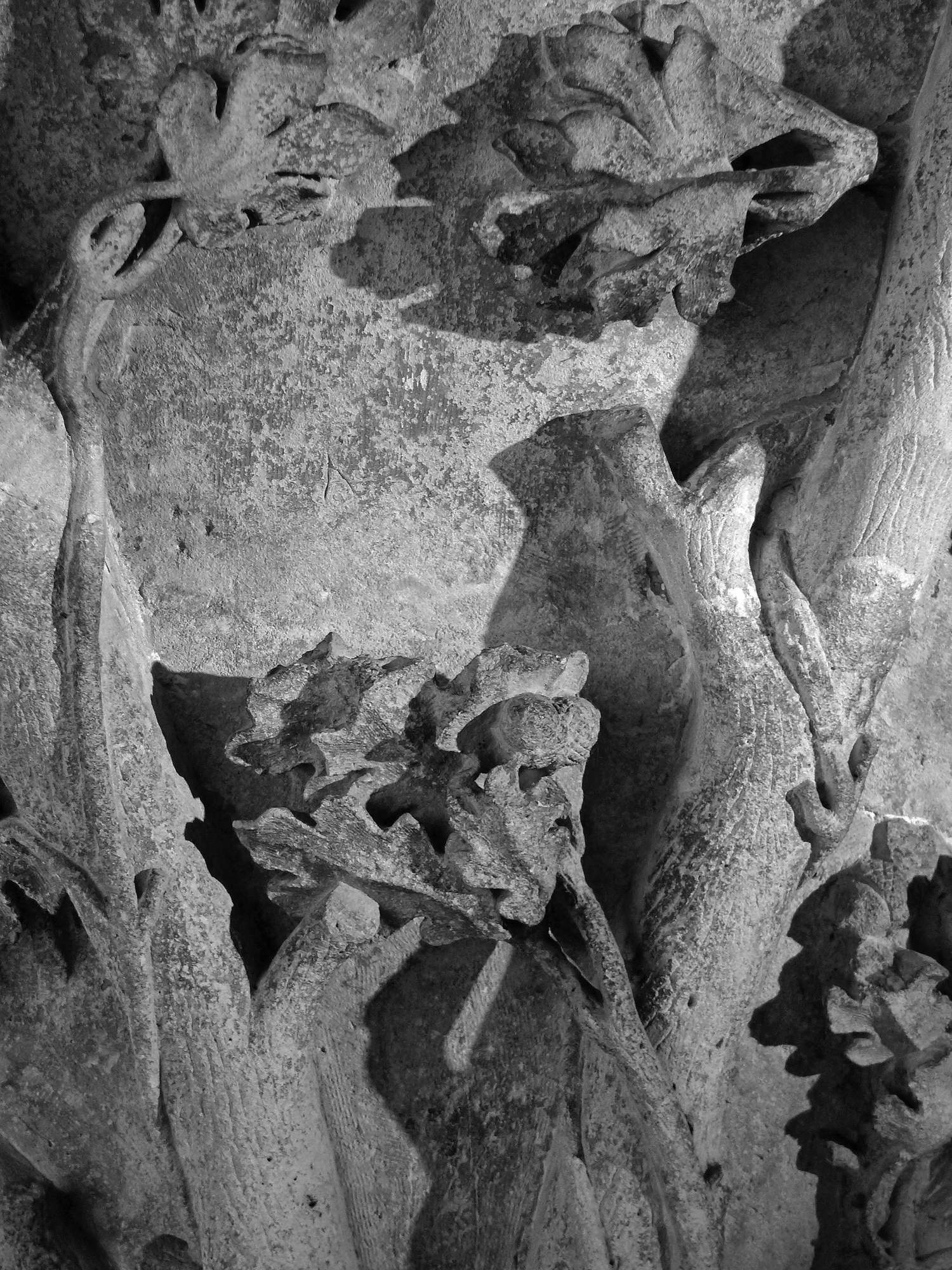
Detail.

- De troon en vergaderzaal van Jan zonder Vrees.

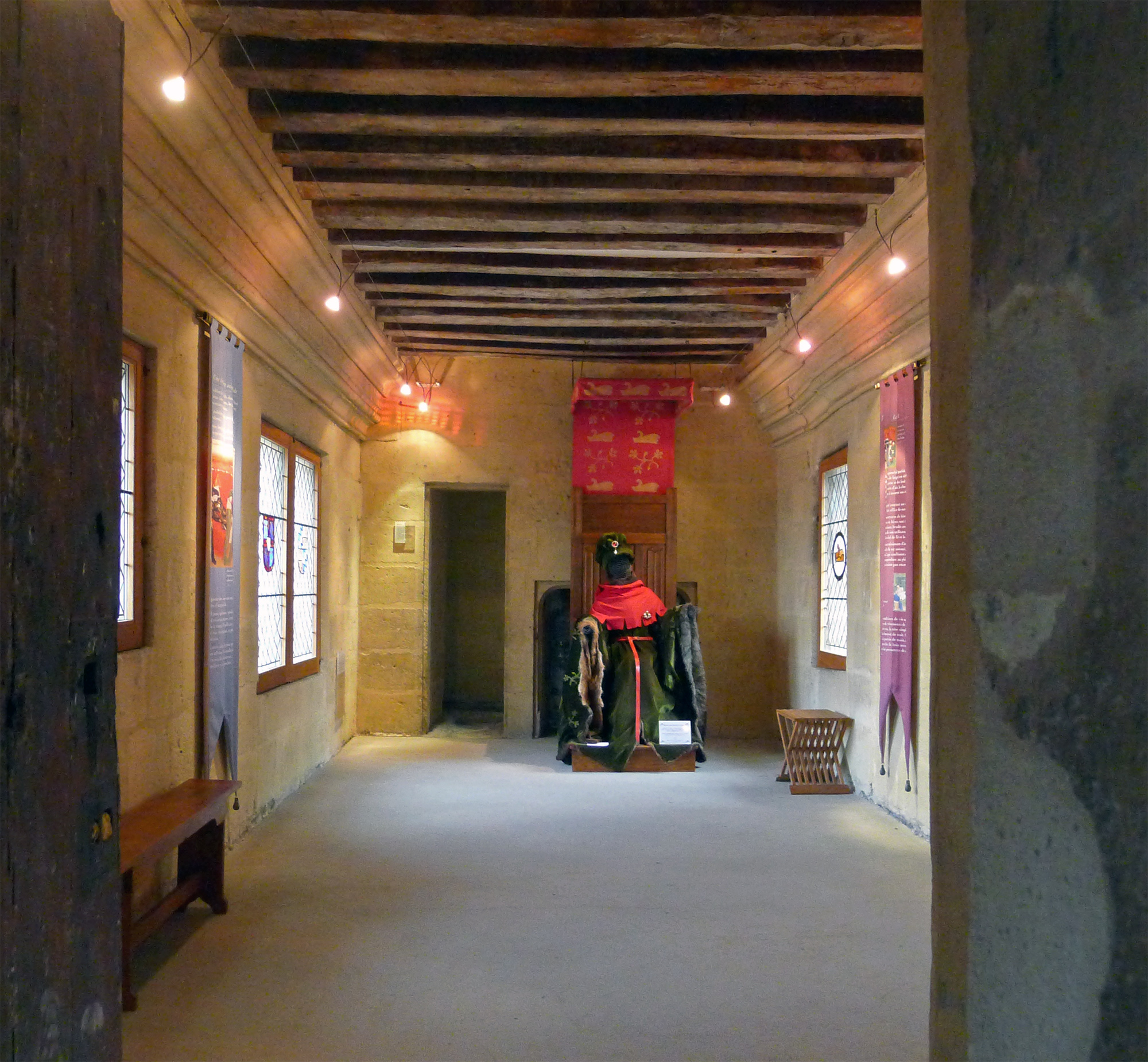
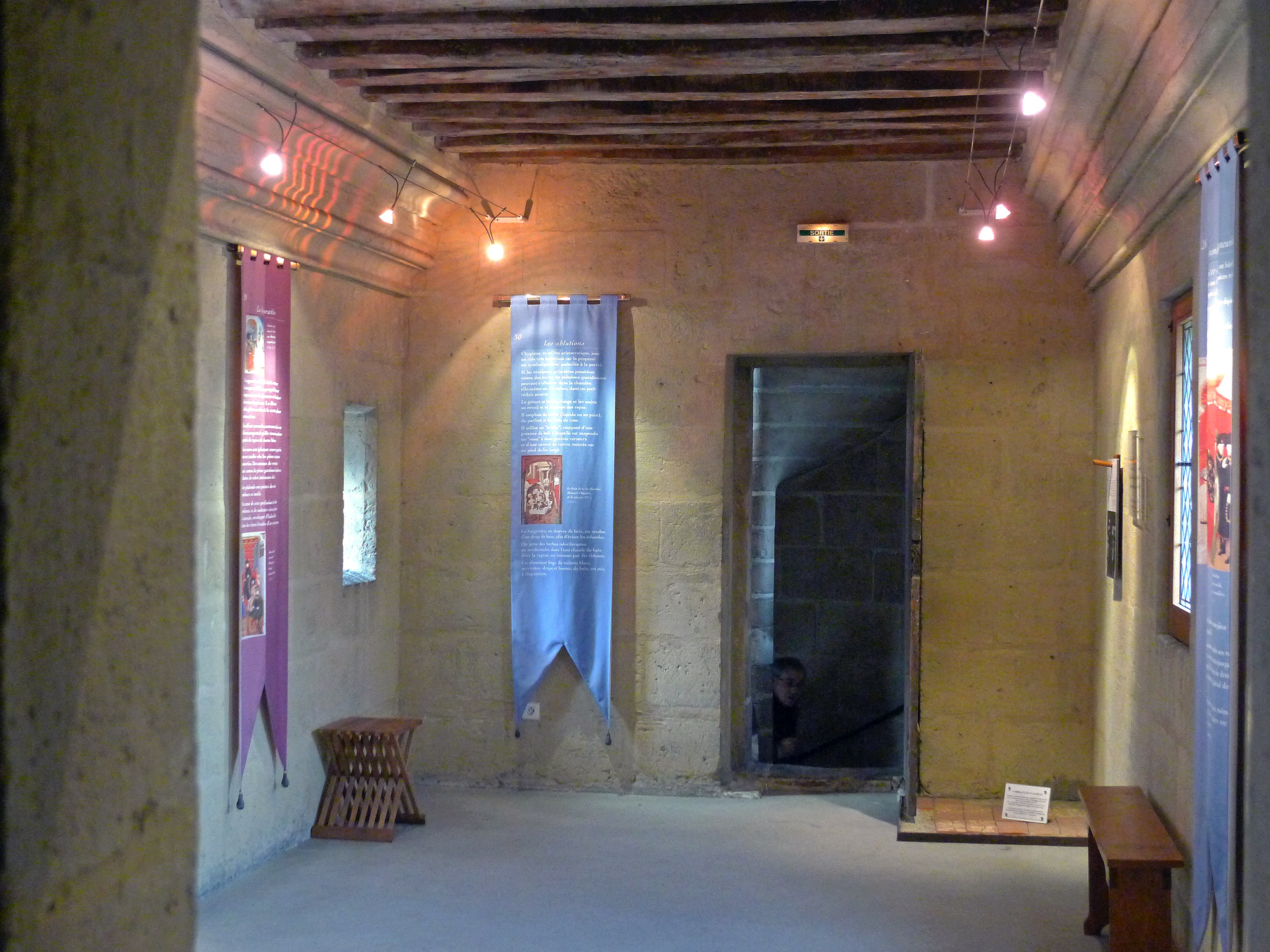
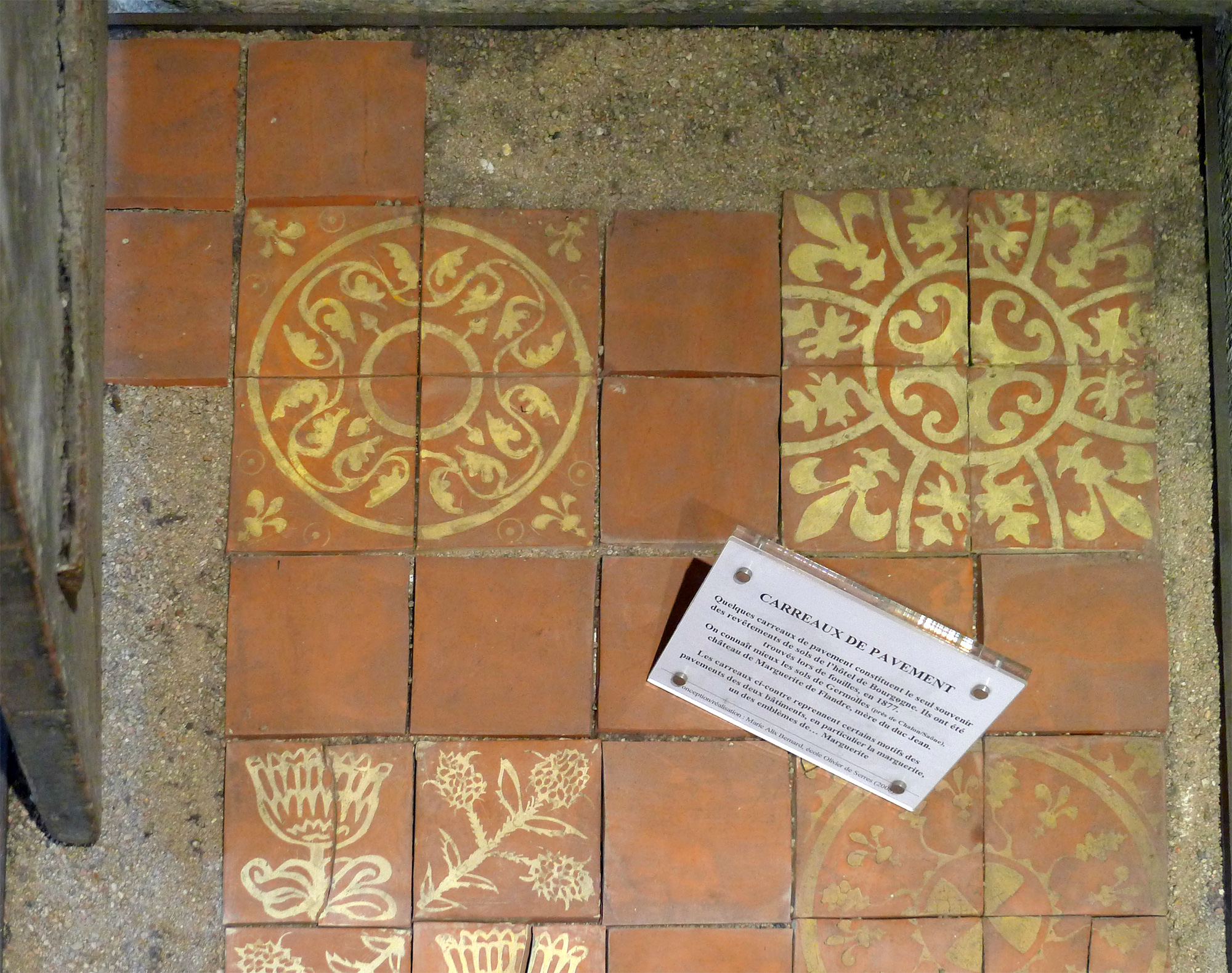
Vloertegels van de troonzaal.

- De reconstructie van de latrines, de oudste in Parijs, die in elke kamer aanwezig waren hadden geen toegang naar buiten, maar een leiding in de dikte van de muur die naar een kuil in de kelder leidde. Ze werden verwarmd door de open haard aan de achterkant van de kamer.

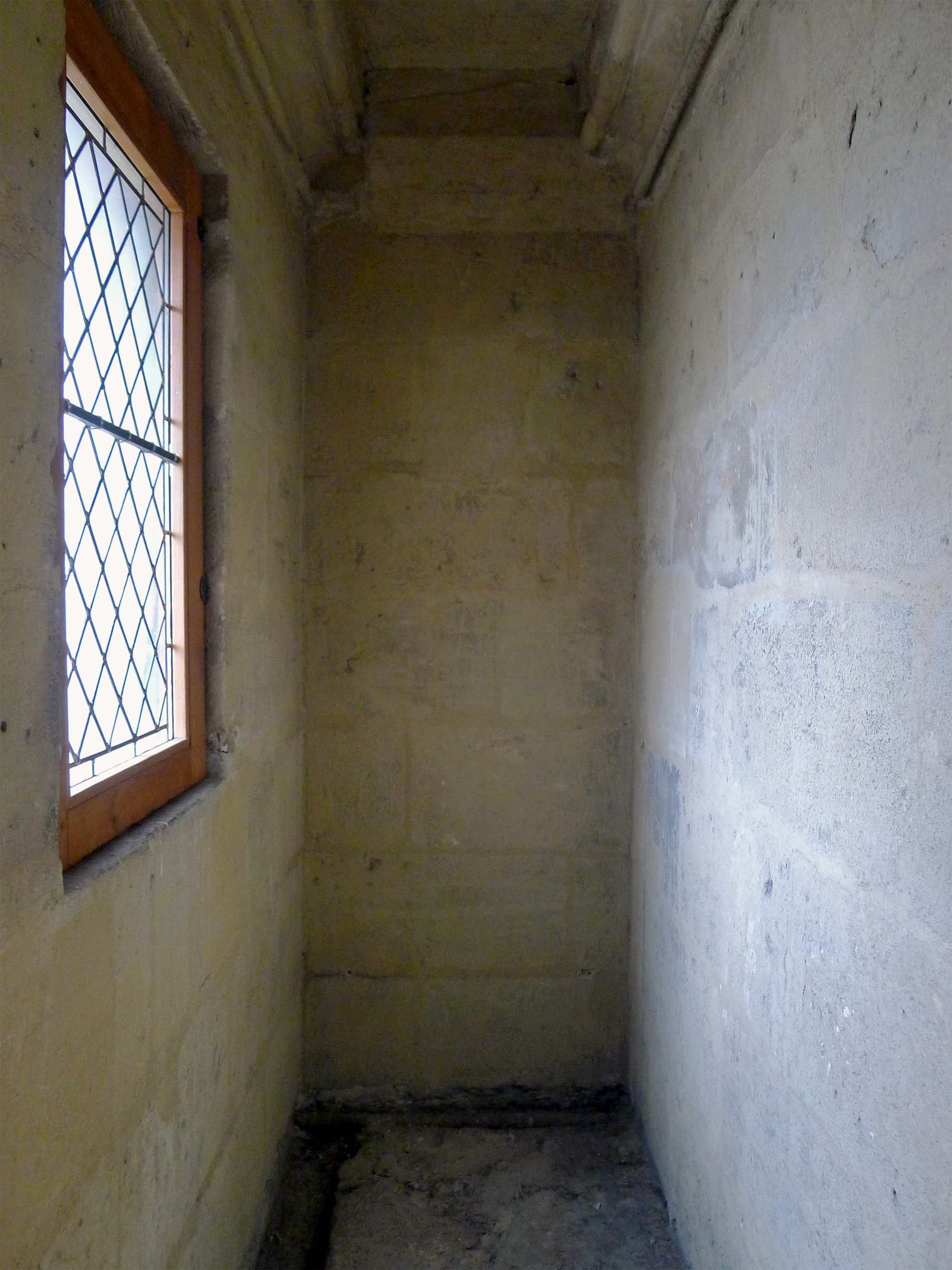
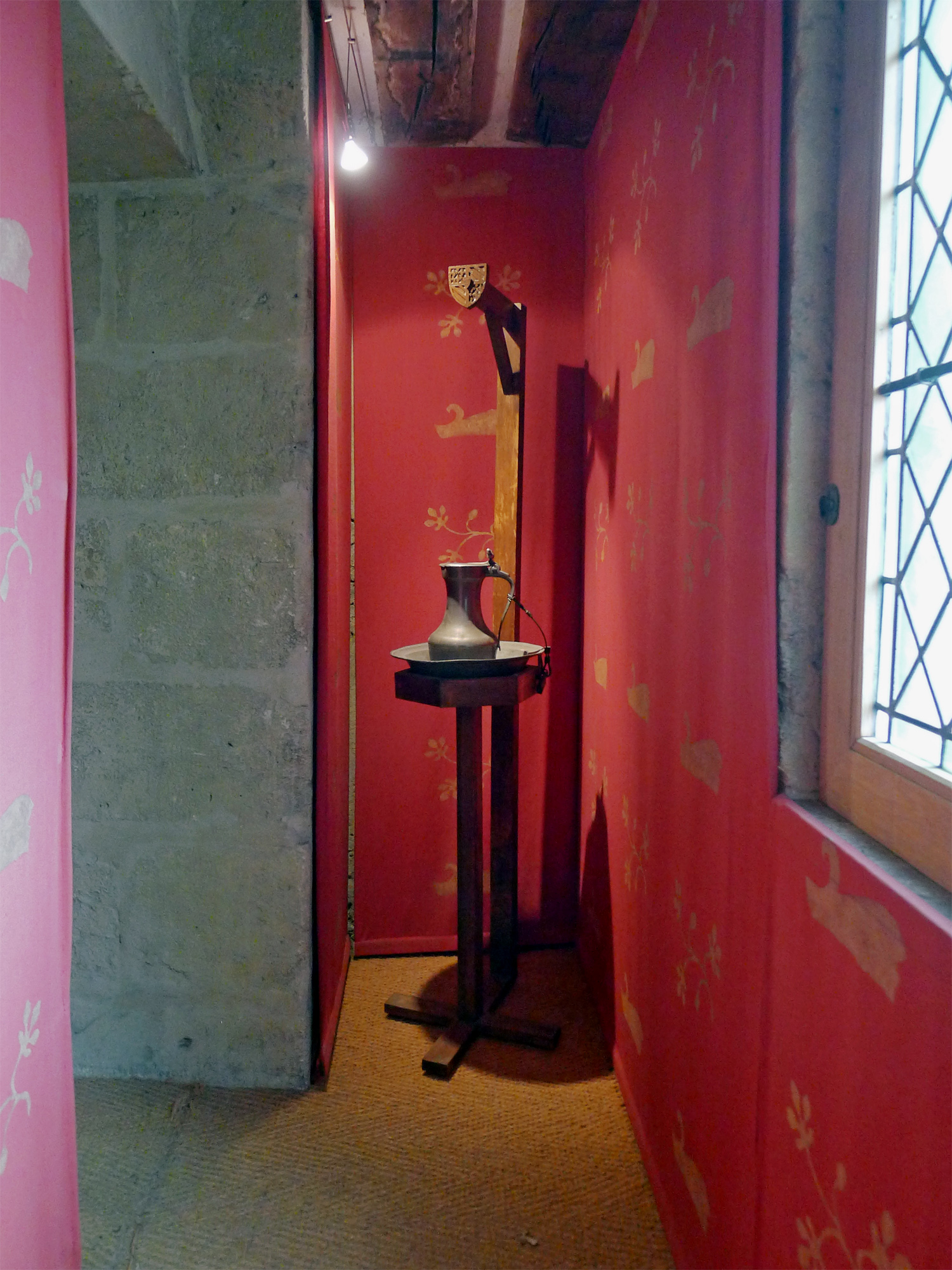
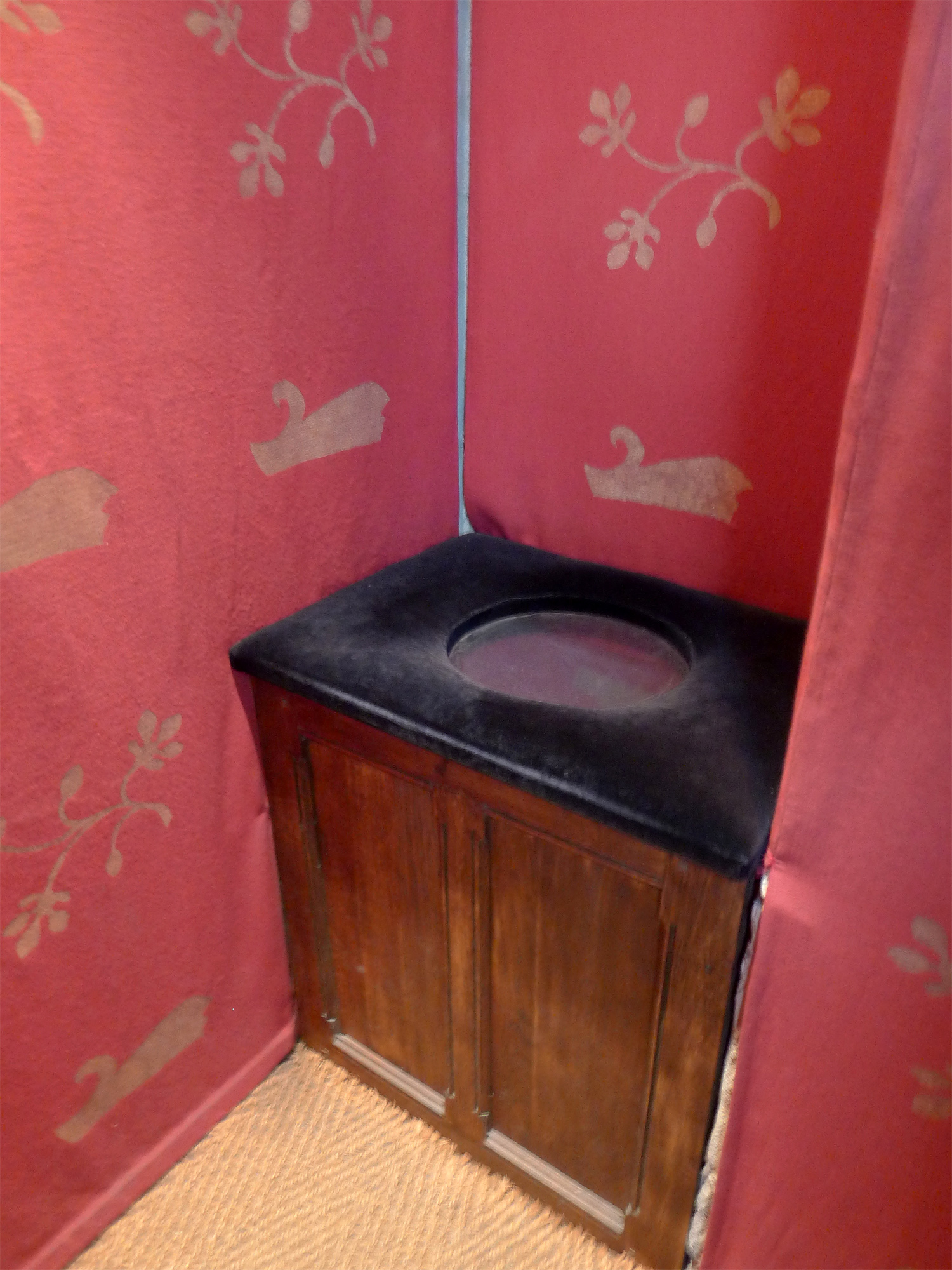

- De structurele elementen die zichtbaar zijn op de bovenste verdieping.

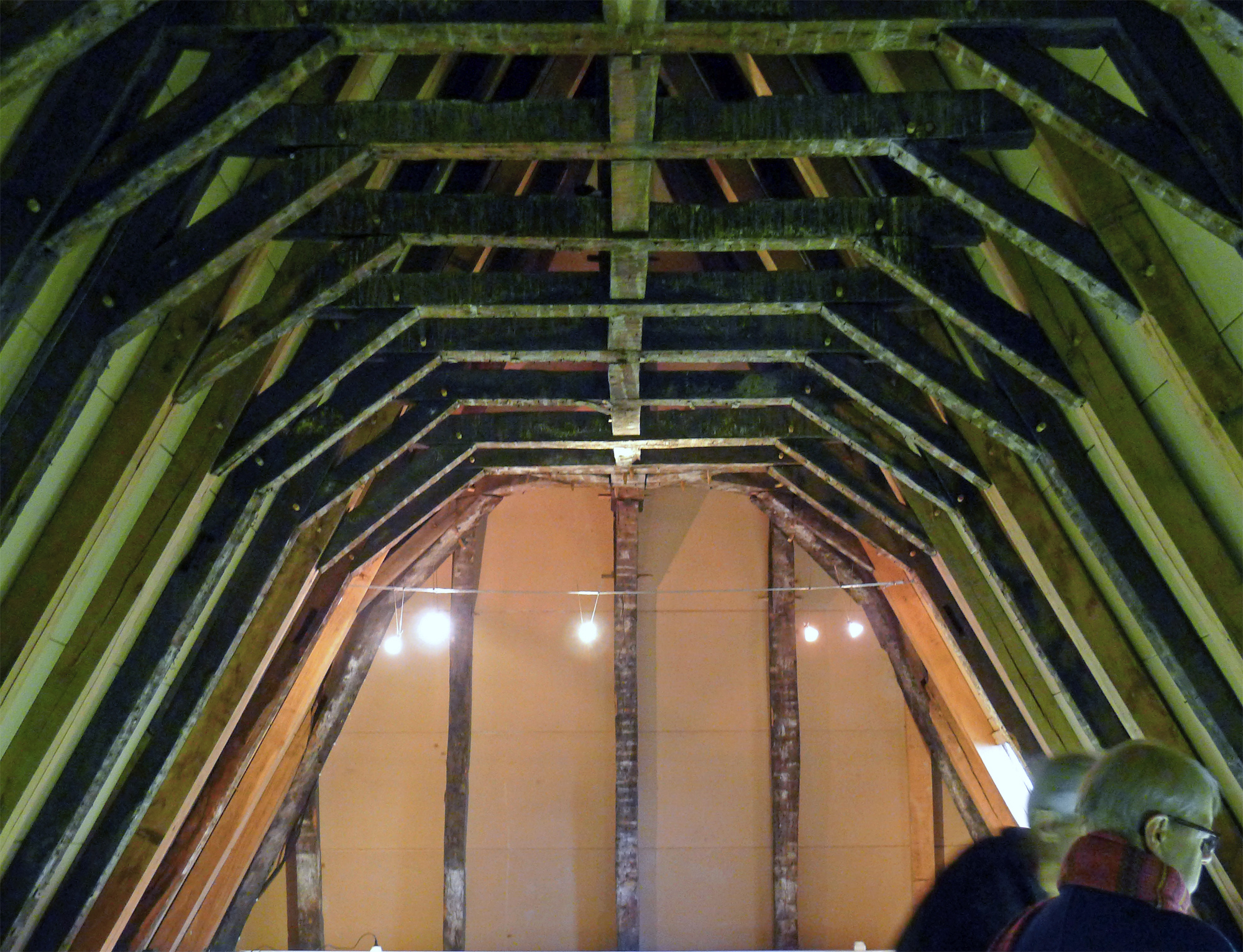
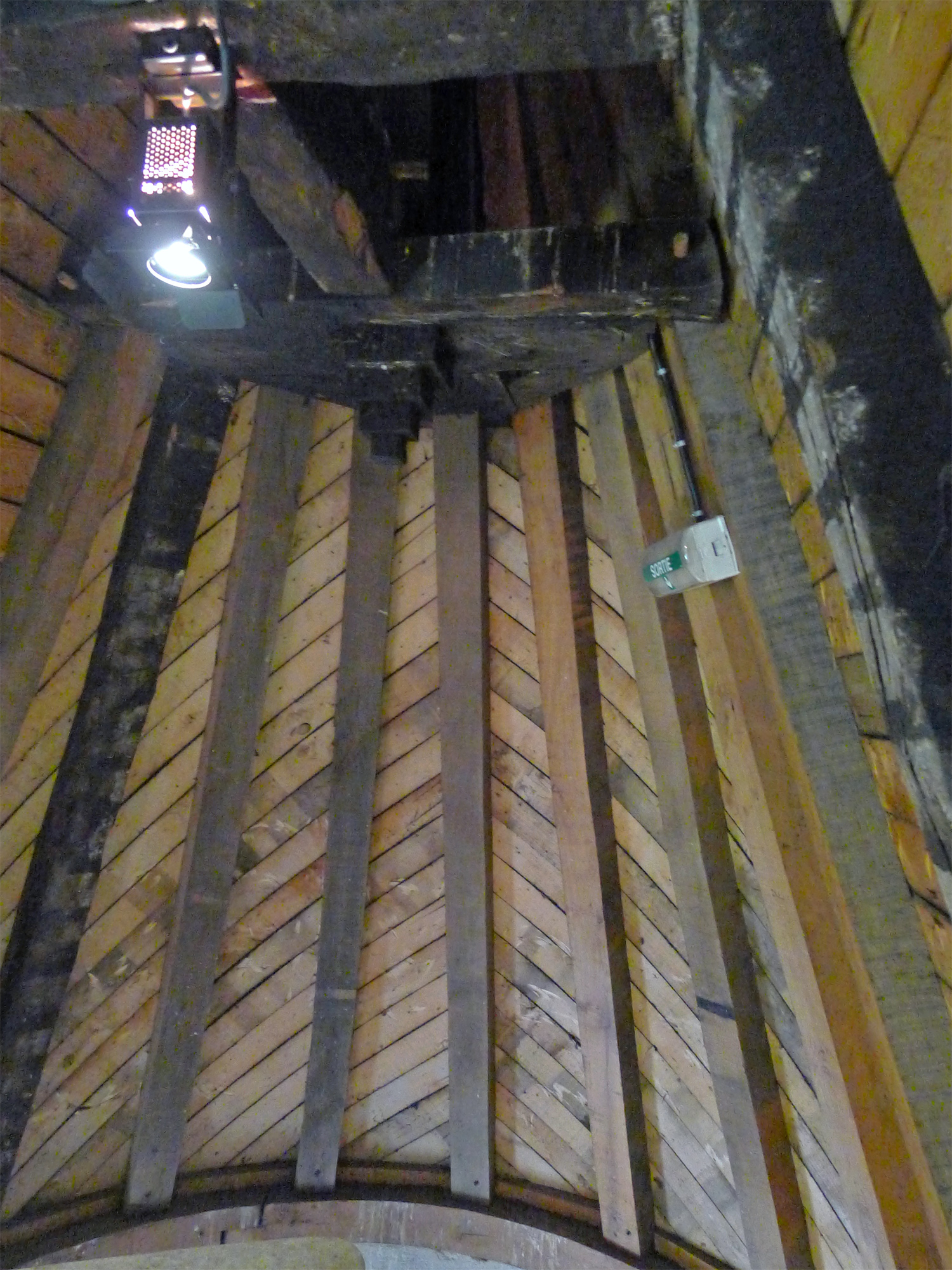
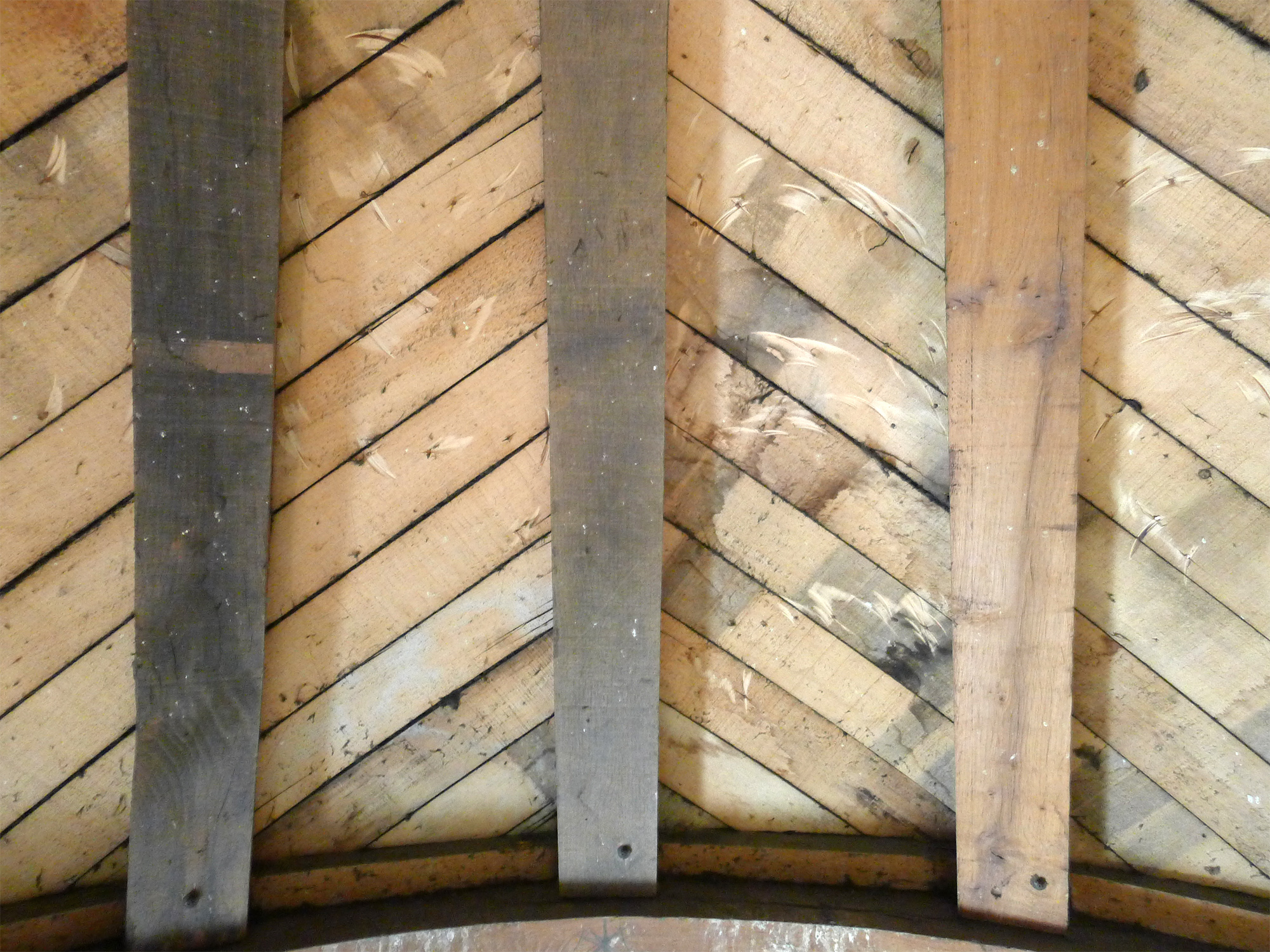

## Gerelateerde artikelen
- Jan zonder Vrees
- Monumenten en bezienswaardigheden van Parijs